# Desastre de Heysel
El desastre de Heysel és el conjunt d'esdeveniments que tingueren lloc el 29 de maig de 1985 a l'Estadi de Heysel de Brussel·les, a Bèlgica, en què van morir 39 aficionats (32 d'italians seguidors de la Juventus FC, 4 belgues, 2 francesos i un britànic) a causa d'una allau de seguidors abans de l'inici de la final de la Copa d'Europa de futbol entre el Liverpool FC i la Juventus FC.
Els incidents també van provocar uns 600 ferits.

## Prolegòmens
El maig de 1985 el Liverpool era l'equip més fort d'Europa: de les últimes vuit edicions de la Copa d'Europa, n'havia guanyat quatre i estava classificat també per a la final d'aquell mateix any, on defensarien el títol aconseguit l'any anterior en derrotar la Roma. El seu rival a la final de 1985 també seria un equip italià: la Juventus de Torí, campiona vigent de la Recopa d'Europa i de la Supercopa (després de derrotar, casualment, el mateix Liverpool). L'equip torinès comptava amb gran part dels membres de la selecció italiana campiona del món el 1982 i, a més, tenia d'altres jugadors de primer nivell mundial, com el polonès Zbigniew Boniek o el francès Michel Platini, guanyador de la Pilota d'Or tres anys consecutius (1983, 1984 i 1985).
Malgrat que oficialment era l'estadi nacional de Bèlgica, l'estadi de Heysel es trobava en molt mal estat quan acollí la final de la Copa d'Europa el 1985: feia anys que no rebia un manteniment adequat, estava envellit i en algunes zones s'hi apreciava un clar deteriorament. Per exemple, la paret exterior estava feta amb blocs de formigó, i es van veure imatges d'aficionats intentant fer-hi forats per entrar a l'estadi. Posteriorment, tant els seguidors com els jugadors del Liverpool manifestaren la seva sorpresa per les desastroses condicions en què es trobava Heysel, tot i que els seguidors de l'Arsenal (que hi havia jugat la final de la Recopa d'Europa cinc anys abans) ja els havien avisat que l'estadi "semblava un abocador". També estaven sorpresos que, estant disponibles d'altres estadis com el Camp Nou o el Santiago Bernabéu, la UEFA hagués decidit de celebrar la final de la Copa d'Europa a Heysel; de fet, Peter Robinson (executiu en cap del Liverpool en aquella època) demanà a la UEFA que es reubiqués la final, al·legant que Heysel no estava en condicions de rebre una final europea, i encara menys una final que enfrontaria dos dels millors clubs del continent. Tanmateix, la UEFA rebutjà aquesta petició.
El dia de la final l'estadi estava ple de gom a gom, amb 25.000 seguidors de cada equip i un total de 58.000 espectadors a les graderies. Les localitats de darrere de les porteries estaven dividides en tres seccions: O, N i M per als seguidors de la Juventus, i a l'altra banda de l'estadi, seccions X i Y per als del Liverpool. Al costat de la secció X hi havia la Z, destinada a seguidors belgues neutrals; tots dos clubs s'oposaren a la creació d'aquesta zona teòricament neutral, perquè consideraven que podria produir-s'hi una mescla perillosa de seguidors d'ambdós equips si compraven les entrades a agències de viatges o a la revenda.
En aquells anys hi havia a Brussel·les (i a tot Bèlgica) una gran quantitat d'immigrants italians, molts dels quals compraren entrades del sector Z. A més, diverses agències de viatges van vendre entrades d'aquest sector a seguidors de la Juventus; un petit percentatge de les entrades d'aquesta zona acabà en mans de seguidors anglesos.

## Enfrontaments

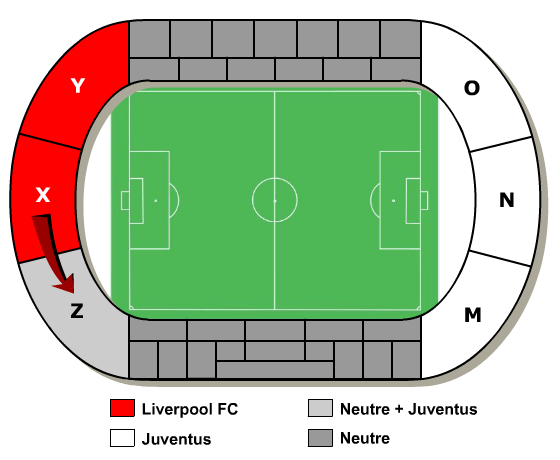
Seccions de l'estadi de Heysel

Aproximadament a les 7 de la tarda, hora local (una hora abans de l'inici del partit), començaren els enfrontaments. Els seguidors dels dos equips a les seccions X i Z eren a pocs metres de distància; de fet, només els separaven unes xarxes metàl·liques. Degut a les ruïnoses condicions de l'estadi, els seguidors dels dos equips van poder arrencar trossos de ciment de les graderies per llançar-los a l'altra banda de la línia divisòria.
A mesura que s'acostava l'hora d'inici del partit, el llançament d'objectes s'intensificà. Un grup de seguidors del Liverpool avançà cap a la frontera entre les seccions X i Z (a prop del banderí de córner); els seguidors de la Juventus intentaren escapar de l'atac pujant al mur de contenció. Molts ho aconseguiren i arribaren a la pista atlètica, però la paret no va poder resistir l'empenta de la gran massa de "tifosi" italians i s'esfondrà. En aquest moment es produïren la majoria de les morts (per esclafament o asfíxia); en total hi hagué 39 víctimes mortals i més de 600 ferits. Els cossos eren transportats sobre restes de les tanques i acumulats a l'exterior de l'estadi, coberts amb pancartes futbolístiques.
Com a resposta a l'atac, els seguidors de la Juventus que ocupaven les seccions O, N i M es revoltaren i intentaren avançar cap a l'altra punta de l'estadi per agredir els seguidors anglesos, però la policia els frenà. Durant dues hores, els seguidors italians s'enfrontaren amb la policia llançant pedres, ampolles i d'altres objectes. Per televisió es va veure un d'aquests seguidors amb una pistola, que després es comprovà que era de fogueig. Quan començà el partit, la policia encara estava intentant controlar els seguidors italians, i durant tot el partit es va mantenir una forta presència policial al terreny de joc (amb més de 2.000 efectius) per controlar les graderies.
Abans de la final es disputà un partit entre jugadors juvenils belgues, vestits amb conjunts molt semblants als dels finalistes. A la primera part l'equip vermell guanyava per 3 a 0, resultat que provocà l'entusiasme dels seguidors anglesos, que actuaven com si la final ja hagués començat. Quan l'equip blanc marcà a la segona part (cap a les 19:10), ja s'havien començat a produir els primers enfrontaments entre els seguidors. El partit es va suspendre quan encara faltaven uns minuts per a la seva conclusió i els jugadors dels dos equips van haver de ser evacuats.

## El partit
Malgrat la gravetat dels esdeveniments, es considerà que suspendre la final provocaria encara més violència i, per tant, el partit es va disputar després que els capitans dels dos equips —Gaetano Scirea per part de la Juventus, i Phil Neal pel que fa al Liverpool— s'adrecessin a llurs respectius seguidors per demanar-los calma. Els jugadors posaren la pilota en moviment a les 21:40, amb gairebé una hora i mitja de retard sobre l'hora prevista d'inici.
En el minut 11 de la segona part, l'àrbitre suís André Daina castigà com a penal una falta de Gary Gillespie sobre Boniek. Michel Platini transformà el llançament i marcà l'únic gol del partit. Així, la Juventus es convertí en el primer equip que guanyava almenys una vegada totes les competicions organitzades per la UEFA (Copa d'Europa, Recopa d'Europa, Copa de la UEFA i Supercopa d'Europa).
Acabada la final, alguns jugadors de la Juventus celebraren la victòria al centre i al voltant del terreny de joc. Gianpiero Boniperti (antic president de la Juventus) afirmà a la seva biografia que ordenà "tancar els vestidors i no deixar que hi hagués filtracions d'informació" per por de possibles atacs contra els jugadors de l'equip italià; el davanter Paolo Rossi ha fet posteriorment declaracions similars.

## Conseqüències
Oficialment els seguidors del Liverpool van ser considerats els únics culpables de la tragèdia. Gunther Schneider (observador de la UEFA) afirmà: "Tota la culpa és dels anglesos, no en tenim cap dubte". La UEFA (com a organitzadora de l'acte), els propietaris de l'estadi de Heysel i la policia belga van ser també objecte d'investigacions.
Després de 18 mesos de treballs es publicà l'informe final de la jutgessa belga Marina Coppieters: la seva conclusió és que no tota la culpa era dels anglesos, sinó que la policia i les autoritats també n'eren en part responsables. El contingut de l'informe va incriminar alguns oficials belgues, com ara el capità de policia Johan Mathieu, que estava encarregat de la seguretat el 29 de maig de 1985 (el dia de la final) i fou acusat d'homicidi involuntari.
El 31 de maig, la primera ministra britànica Margaret Thatcher va pressionar l'FA (l'associació anglesa de futbol) perquè retirés els clubs anglesos de les competicions europees i dos dies després la UEFA n'expulsà els equips anglesos durant "un període indefinit". El 6 de juny la FIFA va estendre la prohibició a escala mundial, però una setmana després es modificà per permetre els partits amistosos; la prohibició, però, no afectà la selecció anglesa de futbol. Al final els equips anglesos foren castigats amb cinc anys sense participar en les competicions europees. El Liverpool va rebre un càstig addicional de dos anys més, dels quals finalment només n'hagué de complir un. A més, la UEFA obligà la Juventus a disputar els seus dos pròxims partits europeus a porta tancada, i també decidí que no es tornessin a organitzar finals continentals a Bèlgica en un període de deu anys.
La policia britànica dugué a terme una minuciosa investigació per portar a la justícia els culpables. S'analitzaren fotografies i 17 minuts d'imatges. Es realitzà un programa televisiu especial d'una hora amb imatges de l'assalt i la premsa britànica també va publicar fotografies dels enfrontaments.
En total hi hagué 27 detencions per homicidi, l'únic càrrec extraditable que es podia aplicar als esdeveniments de Heysel. La majoria dels acusats tenia antecedents i havia hagut de fer front a acusacions d'actes violents relacionats amb el futbol. El 1989, després d'un judici que durà cinc mesos, 14 seguidors del Liverpool van ser condemnats a tres anys de presó per homicidi involuntari.
Abans del partit entre el Liverpool i l'Arsenal (el 18 d'agost de 1985) se celebrà un funeral especial en memòria de les víctimes del desastre, però segons The Sydney Morning Herald els càntics el van tapar.
L'estadi es continuà utilitzant per a proves atlètiques en els anys successius, però no s'hi van jugar més partits de futbol fins al 1990, en què es disputà el partit d'anada dels quarts de final de la Copa d'Europa entre el KV Mechelen i el Milan perquè l'estadi del club flamenc (Achter de Kazerne) era massa petit; el match acabà amb empat a zero. El 1994 l'estadi va rebre una àmplia renovació i, rebatejat com a "Estadi Rei Balduí", fou inaugurat el 23 d'agost de 1995 amb un partit amistós entre Bèlgica i Alemanya (amb victòria visitant, 1-2); el 8 de maig de 1996 —passat el temps de la sanció imposada per la UEFA— tornà a acollir una final europea, la de la Recopa d'Europa, en què el París Saint-Germain derrotà per 1 a 0 el Rapid de Viena.

## Víctimes
Les 39 víctimes eren 32 italians (2 d'ells, menors d'edat), quatre belgues, dos francesos i un nord-irlandès.
| Nom                      | Edat |
| ------------------------ | ---- |
| Rocco Acerra             | 29   |
| Bruno Balli              | 50   |
| Alfons Bos               | 35   |
| Giancarlo Bruschera      | 21   |
| Andrea Casula            | 11   |
| Giovanni Casula          | 44   |
| Nino Cerullo             | 24   |
| Willy Chielens           | 41   |
| Giuseppina Conti         | 17   |
| Dirk Daenecky            | 38   |
| Dionisio Fabbro          | 51   |
| Jacques François         | 45   |
| Eugenio Gagliano         | 35   |
| Francesco Galli          | 24   |
| Giancarlo Gonnelli       | 20   |
| Alberto Guarini          | 21   |
| Giovacchino Landini      | 50   |
| Roberto Lorentini        | 31   |
| Barbara Lusci            | 58   |
| Franco Martelli          | 22   |
| Loris Messore            | 28   |
| Gianni Mastroiaco        | 20   |
| Sergio Bastino Mazzino   | 38   |
| Luciano Rocco Papaluca   | 38   |
| Luigi Pidone             | 31   |
| Benito Pistolato         | 50   |
| Patrick Radcliffe        | 38   |
| Antonio Ragnanese        | 49   |
| Claude Robert            | ?    |
| Mario Ronchi             | 43   |
| Domenico Russo           | 28   |
| Tarcisio Salvi           | 49   |
| Gianfranco Sarto         | 47   |
| Amedeo Giuseppe Spolaore | 55   |
| Mario Spanu              | 41   |
| Tarcisio Venturin        | 23   |
| Jean Michel Walla        | 32   |
| Claudio Zavaroni         | 28   |